# Prekrižje Plešivičko
Prekrižje Plešivičko – wieś w Chorwacji, w żupanii zagrzebskiej, w mieście Samobor. W 2011 roku liczyła 18 mieszkańców.